# Wael Kfoury
Wael Kfoury (Housh Al Umara, 15 settembre 1974) è un cantante libanese.
Wael ha cantato in America, in Australia, Europa e nella maggior parte dei paesi arabi. Ha partecipato al festival internazionale di Jarash in Giordania.
Tra i suoi successi troviamo Bahebbak ana ktir, koni Ana, Khedny leik e Omry kello.

## Discografia principale
- Sa'alouni (ed. Rotana)
- Omri Kellou (EMI)
- Wael 2006
- Shayef Al Qamar
- Shou Rayek	(EMI)
- Live in Paris
- Qarabe Laya (ed. Stallion)
- Omri Kellou (EMI int'l)
- Shou Rayek	(EMI)